# Purr
Purr är ett verktyg, som liknar en körnare, men i stället för den spets en körnare har är purrens koniska ände något avslipad och försedd med en liten skålformad fördjupning, en "krater" med skarp (men inte vass) kant. Materialet är härdat stål. Ett annat namn på verktyget är spikdrivare.
Purren används för att med hjälp av en hammare exempelvis driva ut en nit, som fått skallen avlägsnad. En annan tillämpning är att försänka skallen på en dyckert så att denna blir osynlig efter spackling och övermålning.
Utformningen av spetsen på purren gör att den får grepp och inte slinter på det som ska slås ut eller in. Samtidigt blir anliggningsytan så pass stor att det inte blir några större deformationer på det föremål purren skall påverka.
Purra är ett gammalt germanskt ord med betydelsen stöta, sticka in.